# Die Mascotts
Die Mascotts, (im engl. Sprachraum manchmal The Mascots) waren ein weibliches Akrobatenduo (Christa Cosentino, geb. Lange, 7. Oktober 1939 und Bärbel (im engl. Barbara) Hochegger, geb. Lange, 16. Dezember 1940). Ihre „Kopf auf Kopf Akrobatik“ zeichnete sich insbesondere dadurch aus, dass sie ohne Kopfring arbeiteten, was bis dahin als unmöglich erachtet wurde.

## Entstehung
Christa und Bärbel Lange wurden zunächst von ihrer Mutter Wally Lange als Trapezartistinnen ausgebildet, doch im Alter von respektive 7 und 6 Jahren wurden beide Kinder in der akrobatischen Darbietung ihrer Eltern Wally und Julius Lange integriert. Die Familie Lange trat überwiegend auf Kabarettbühnen und in Variététheatern auf (damals üblich auch für artistische Darbietungen, die später fast ausschließlich in Zirkusunternehmen zu sehen waren). Da die beiden Geschwister damals stets die jüngsten der Truppen waren, erhielten sie von den anderen Künstlern der Shows den Spitznamen „Die Mascotts“, (in Anlehnung an „Maskottchen“) den sie später als Künstlernamen beibehielten.
Bald schon wurde das außergewöhnliche Talent der beiden Artistinnen deutlich und sie traten zum ersten Mal 1955 im Astoria in Bremen auf, wobei ihr Vater assistierte. Im Zuge der vielen Reisen ging des Öfteren der Kopfring verloren, eigentlich eine „unabdingbare“ Requisite. Während Vater Julius Lange einen neuen Kopfring anfertigte (drei Seilstücke werden kreisförmig zusammengeschnürt und in weichem Stoff eingebunden) probten die Mädchen bereits, wobei sie auf Dauer merkten, dass es entgegengesetzt aller Vermutungen möglich war, ganz ohne Kopfring zu arbeiten. Die Premiere ohne Kopfring fand 1951 im Olympischen Dorf statt, wo die beiden Schwestern in einer Vorstellung für die Sportler auftraten.

## Biografie
Der Erfolg ließ nicht mehr auf sich warten. Nicht nur durch ihre Arbeit ohne Kopfring, auch dadurch, dass sie Kopf auf Kopf über die Leiter gingen, und nicht wie üblich nur hinauf und auf derselben Seite wieder herunter, erlangten sie internationalem Ruhm. Dabei arbeiteten sie sowohl für Zirkusunternehmen als auch für Bühnenshows. Ihre Tourneen führten sie zunächst durch Europa in den Zirkus Brumbach (Deutschland), Park Linnanmäki (Finnland), Cirkus Louis (Dänemark), Herberth Revue (Norwegen), Circus Scott (Schweden).
Im Winter 1955 traten sie in „London Olympia“ auf, bei einer Galavorstellung für die Queen. Es folgten Tourneen bei Cirkus Schumann Dänemark und Circus Knie in der Schweiz. Im Winter 1957–58 traten sie zum ersten Mal in Übersee auf, in der Radio City Music Hall in New York und waren Gast bei der Ed Sullivan Show. Es folgten mehrere Jahre im Bertram Mills Circus in England und ein Jahr im Circo Americano in Spanien. September 1961 traten sie zum zweiten Mal im „Olympia von Paris“ auf, es folgte ein Jahr im Cirque Pinder in Frankreich, ehe sie dann mit dem Deutschen National Circus mehrere Länder in Asien bereisten.
Nach noch einem Jahr in schwedischen Cirkus Scott, heiratete 1964 Bärbel Lange Anton Hochegger (Toni Hochegger). Zum ersten Mal, doch insgesamt nur für vier Monate, pausierten „Die Mascotts“, als 1965 Michaela Rosa Hochegger (Rosi Hochegger) geboren wurde. Es folgten noch eine weitere Tournee mit dem Zirkus Knie und eine Gala in den Vereinigten Staaten im Hollywood Palace, ehe Christa Lange 1967 Gianni Cosentino (* 5. Dezember 1935, † 16. Februar 2000) heiratete und 1968 ihre Tochter Larissa Cosentino zur Welt brachte. Die Mascotts ließen es sich nicht nehmen ihre Karriere in ihrer Heimatstadt in der Deutschlandhalle in Berlin zu beenden.

## Weiterer Werdegang
Nach dem Ende der akrobatischen Karriere der „Mascotts“ und der Geburt ihres Sohnes Bernd trat Bärbel Hochegger als Barbara Mascott erfolgreich mit russischen Windhunden (Barzois) auf. Bis heute ist sie im Fankreis dieser nicht sehr verbreiteten Rasse bekannt. Unter ihrem echten Namen schrieb sie einige humoristische Kurzgeschichten und malte Karikaturen rund um die Hunderasse Barzoi, veröffentlicht wurden diese in der Schweizer Zeitschrift „Windhundfreund“.